# Albert Clément (Rennfahrer, 1880)
Albert Louis Clément (* 9. November 1880 in Paris; † 2. September 1955 ebenda) war ein französischer Autorennfahrer. 

## Karriere als Rennfahrer
Albert Clément war der Neffe des Grand-Prix-Fahrers Albert Clément, der 1906 Dritter beim Großen Preis von Frankreich war. 
Albert Clément startete 1927 beim 24-Stunden-Rennen von Le Mans und wurde mangels zurückgelegter Distanz nicht klassiert. Im selben Jahr wurde er Gesamtsiebter beim 24-Stunden-Rennen von Paris.

## Statistik

### Le-Mans-Ergebnisse
| Jahr | Team                                           | Fahrzeug       | Teamkollege   | Platzierung     | Ausfallgrund |
| ---- | ---------------------------------------------- | -------------- | ------------- | --------------- | ------------ |
| 1927 | Société des Construction Automobile Parisienne | S.C.A.P Type O | Henri Guibert | nicht klassiert |              |